# Скот Коен
Скот Коен (енгл. Scott Cohen; Бронкс, 19. децембар 1961) је амерички телевизијски и филмски глумац.
Коен је најпознатији по улози Криса Рејвела у серији Ред и закон: Суђење пред поротом.